# Бурошапочная краснохохлая мухоловка
Бурошапочная краснохохлая мухоловка (лат. Erythrocercus mccallii) — вид воробьиных птиц из семейства Erythrocercidae.

## Описание
Мелкие птицы, длиной до 10 см, весом 6-8 г. Тело массивное, но стройное с виду, с большой округлой головой, тонким клювом, маленькими и закругленными крыльями, крепкими и относительно длинными ногами и длинным хвостом. В основе клюва нитевидные перья образуют вибриссы.
Шея и спина пепельные, крылья серо-коричневые. Верх головы и хвост красно-коричневые. Лицо и горло светло-коричневые. Грудь и брюхо светло-серые.

## Подвиды
Выделяют три подвида:
- E. m. mccallii — от юго-востока Нигерии до Камеруна, Габона и Демократической Республики Конго;
- E. m. nigeriae — от Сьерра-Леоне до Гвинеи и юго-запада Нигерии;
- E. m. congicus - от востока и юга Демократической Республики Конго до запада Уганды.

## Распространение и среда обитания
Вид распространён в Центральной и Западной Африке от юго-запада Мали до северо-запада Уганды.
Вид обитает в тропических мангровых и галерейных лесах, в заболоченных районах. Живёт небольшими семейными группами. Большую часть дня проводит, отыскивая пищу среди веток деревьев и кустов, оставаясь преимущественно в подлеске. Питается насекомыми и личинками, пауками, другими мелкими беспозвоночными. Сезон размножения не четко определён, молодь встречается в любое время года. Самка строит шаровидное гнездо из листьев и растительных волокон на ветках деревьев. О птенцах заботятся оба родителя.